# Хобби, Уильям Петтус (младший)
Уильям Петтус Хобби-младший или Билл Хобби (англ. William Pettus “Bill” Hobby, Jr.; род. 19 января 1932, Хьюстон, Техас) — американский политик, 37-й вице-губернатор Техаса. Он многократно переизбирался и проработал вице-губернатором Техаса 18 лет — дольше, чем кто-либо другой, находившийся в этой должности.

## Биография
Уильям Петтус Хобби-младший родился 19 января 1932 года в Хьюстоне (штат Техас). Он был единственным сыном Уильяма Петтуса Хобби-старшего и Оветы Калп Хобби. Его отец, Уильям Петтус Хобби-старший (1878—1964), был известным политиком — он работал вице-губернатором Техаса в 1915—1917 годах и губернатором Техаса в 1917—1921 годах. Его мать, Овета Калп Хобби (1905—1995), была министром здравоохранения, образования и социального обеспечения США в 1953—1955 годах. 

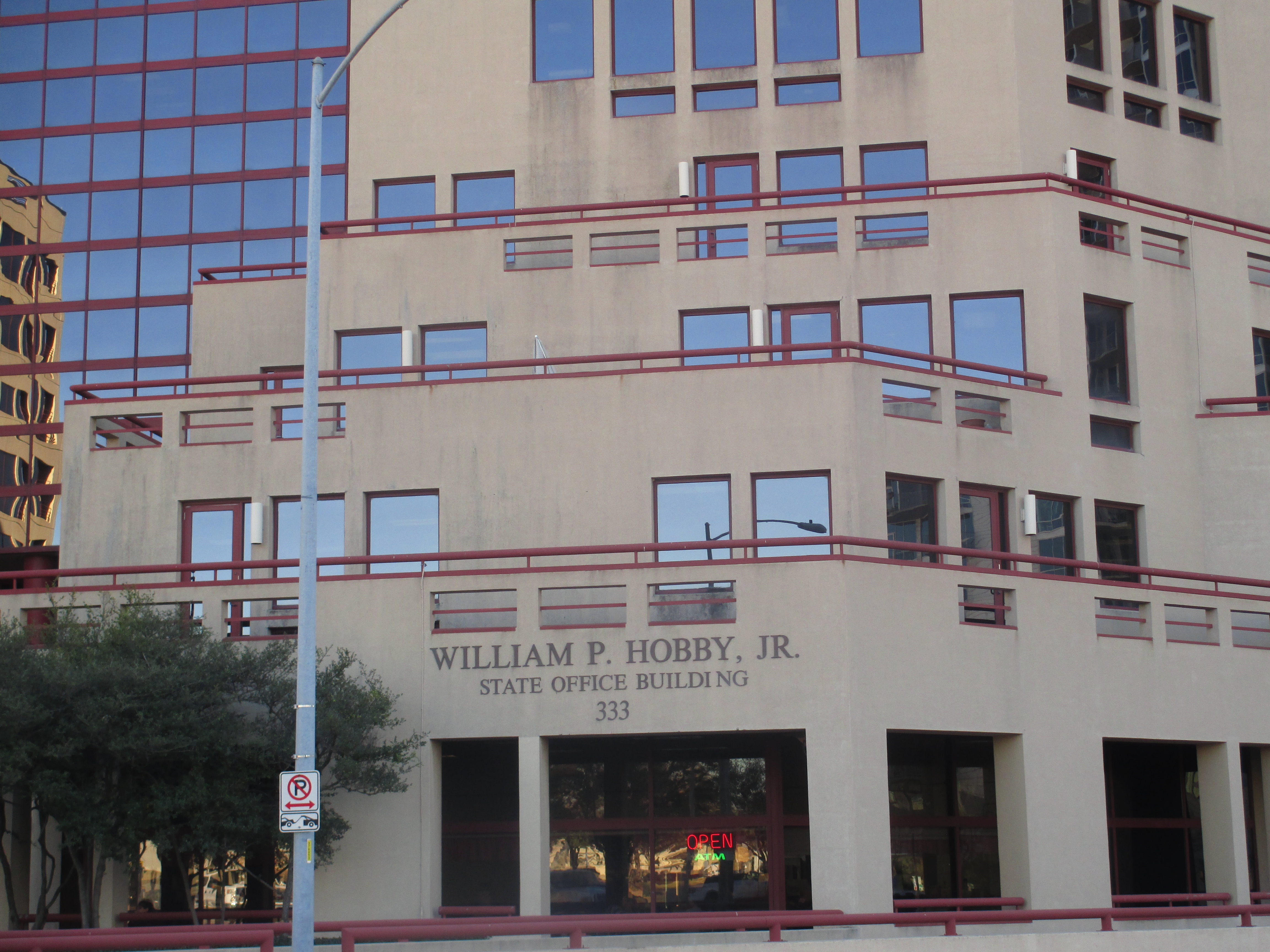
Административное здание в Остине, названное в честь У.П. Хобби-младшего

После окончания школы Билл Хобби обучался в Университете Райса в Хьюстоне и окончил его в 1953 году. После этого он начал военную службу в разведке Военно-морских сил США, которая продолжалась три года.
После возвращения в Хьюстон Билл Хобби начал работать в газете Houston Post, которая издавалась его отцом. В 1965 году, когда ухудшилось состояние здоровья его отца, он стал главным редактором и президентом издательской компании, и оставался президентом до 1983 года, когда газета была продана другим владельцам.
Политическая деятельность Билла Хобби началась в 1959 году — в течение длительного времени он принимал участие в работе различных комитетов, советов и рабочих групп легислатуры Техаса. В 1971 году он решил сосредоточиться на подготовке к выборам вице-губернатора штата. В 1972 году он одержал победу на этих выборах и вступил в должность с 16 января 1973 года, при этом губернатором штата стал Дольф Бриско.
Первый вице-губернаторский срок Хобби продолжался два года, после чего вступила в действие поправка, увеличивающая срок работы губернаторов и вице-губернаторов Техаса до четырёх лет. После этого Билл Хобби ещё четыре раза побеждал на выборах вице-губернатора — в 1974, 1978, 1982 и 1986 годах, в результате чего суммарный срок его пребывания в должности вице-губернатора Техаса составил 18 лет — больше, чем у любого другого вице-губернатора Техаса.
В честь Уильяма Петтуса Хобби-младшего названо административное здание William P. Hobby State Office Building в Остине. Кроме этого, его имя носит телескоп Хобби-Эберли, расположенный на западе Техаса.